# The Pumpkin Eater
The Pumpkin Eater is een Britse dramafilm van Jack Clayton die uitgebracht werd in 1964.
Het scenario van Harold Pinter is gebaseerd op de gelijknamige roman (1962) van Penelope Mortimer.

## Verhaal
Jo is een jonge moeder van vijf kinderen. Ze is aan haar tweede huwelijk toe. Op een dag maakt ze kennis met Jake Armitage, een schrijver op wie ze verliefd wordt. Ze scheidt van haar tweede man om met Jake te kunnen trouwen. Samen krijgen Jo en Jake twee kinderen. 
Wanneer Jo echter voor de derde keer zwanger raakt verzet Jake zich hiertegen en eist hij dat ze abortus pleegt. Jo krijgt een zenuwinzinking. Om haar huwelijk te redden laat ze zich steriliseren. 
Later komt Bob Conway, een vriend van Jake, haar vertellen dat Jake haar bedriegt met zijn echtgenote. En die is zwanger. 

## Rolverdeling
| Acteur            | Personage                          |
| ----------------- | ---------------------------------- |
| Anne Bancroft     | Jo Armitage                        |
| James Mason       | Bob Conway                         |
| Peter Finch       | Jake Armitage                      |
| Cedric Hardwicke  | meneer James, de vader van Jo      |
| Maggie Smith      | Philpot                            |
| Eric Porter       | de psychiater                      |
| Richard Johnson   | Giles                              |
| Alan Webb         | meneer Armitage, de vader van Jake |
| Cyril Luckham     | de dokter                          |
| Yootha Joyce      | de vrouw bij de kapper             |
| Rosalind Atkinson | mevrouw James, de moeder van Jo    |
| Janine Gray       | Beth Conway                        |

## Prijzen en nominaties
| Jaar | Prijs                                                | Genomineerde(n) | Uitslag     |
| ---- | ---------------------------------------------------- | --------------- | ----------- |
| 1965 | Golden Globe Award for Best Actress - Drama Film     | Anne Bancroft   | Gewonnen    |
| 1964 | BAFTA Award for Best Foreign Actress                 | Anne Bancroft   | Gewonnen    |
| 1964 | BAFTA Award for Best Cinematography                  | Oswald Morris   | Gewonnen    |
| 1964 | BAFTA Award for Best Costume Design                  | Sophie Harris   | Gewonnen    |
| 1964 | BAFTA Award for Best British Screenplay              | Harold Pinter   | Gewonnen    |
| 1964 | Cannes Best Actress Award                            | Anne Bancroft   | Gewonnen    |
| 1964 | Academy Award for Actress in a Leading Role          | Anne Bancroft   | Genomineerd |
| 1964 | BAFTA Award for Best Foreign Actress                 | Anne Bancroft   | Genomineerd |
| 1964 | BAFTA Award for Best Film                            | Jack Clayton    | Genomineerd |
| 1964 | BAFTA Award for Best British Film                    | Jack Clayton    | Genomineerd |
| 1965 | Golden Globe Award for Best Actress - Drama Film     | Anne Bancroft   | Genomineerd |
| 1964 | BAFTA Award for Best Cinematography                  | Oswald Morris   | Genomineerd |
| 1964 | BAFTA Award for Best Production Design/Art Direction | Edward Marshall | Genomineerd |
| 1964 | BAFTA Award for Best Costume Design                  | Sophie Harris   | Genomineerd |
| 1964 | BAFTA Award for Best British Screenplay              | Harold Pinter   | Genomineerd |